# Långt bortom rymder vida
Långt bortom rymder vida är en psalm om bönen av Augusta Lönborg 1895. Texten bygger på Matteusevangeliet 7:7-8. och skildrar bönens makt och räckvidd.
Melodin (A-dur, 4/4) av Julius Dahlöf 1906.

## Publicerad i
- Nr 5 i Kom 1930 under rubriken "Inledning och bön".
- Nr 302 i Segertoner 1930.
- Nr 302 i Segertoner 1960.
- Nr 49 i Kristus vandrar bland oss än (Psalmbok) 1965.
- Nr 247 Frälsningsarméns sångbok 1968 under rubriken " Det Kristna Livet - Andakt och bön".
- Nr 212 i Den svenska psalmboken 1986[2], 1986 års Cecilia-psalmbok, Psalmer och Sånger 1987, Segertoner 1988 och Frälsningsarméns sångbok 1990 under rubriken "Bönen"
- Nr 325 i Svensk psalmbok för den evangelisk-lutherska kyrkan i Finland (1986)[1] under rubriken "Bön och förbön"

### Fotnoter
1. 1 2  ”Långt bortom rymder vida”. Evangelisk-lutherska kyrkan i Finland. 11 mars 1986. https://psalmbok.fi/psalm-325-langt-bortom-rymder-vida/. Läst 27 februari 2020.
2. ↑  ”Långt bortom rymder vida” (på svenska). Sveriges Radio. 15 mars 2006. https://sverigesradio.se/sida/artikel.aspx?programid=1320&artikel=815855. Läst 27 februari 2020.